# 格林韋 (阿肯色州)
格林韋（英語：Greenway）是一個位於美國阿肯色州克萊縣的城市。

## 地理
格林韋的座標為36°20′25″N 90°13′20″W / 36.34028°N 90.22222°W，而該地的平均海拔高度為88米（即289英尺）。

## 人口
根據2020年美國人口普查的數據，格林韋的面積為0.67平方千米，當中陸地面積為0.67平方千米，而水域面積為0.00平方千米。當地共有人口174人，而人口密度為每平方千米259人。